# Campalto
Campalto ist eine 2,92 ha große Insel in der Lagune von Venedig. Die Insel liegt 1,5 km nordwestlich des historischen Zentrums der Stadt und 1,9 km westlich von Murano. Die nächstgelegene Insel ist San Secondo 1,2 km südwestlich.

## Geschichte
Campalto wurde gegen Ende der Republik Venedig zu einer der acht Festungen umfunktioniert, die Venedig vor Invasoren schützen sollten. Dies geht aus einem Schreiben des Adligen Zuanne Zusto von 1796 hervor. Sie wurden unter den Österreichern 1858 und unter der italienischen Regierung weiter ausgebaut. Innerhalb der Festung befand sich ein Munitionslager. Während des Zweiten Weltkriegs sollte eine Luftabwehrbatterie Angriffe durch Flugzeuge abwehren. Es entstanden ein Bunker und zwei Munitionslager. 
Die anderen Festungen waren Fisolo, Campana, Ex Poveglia und Trezze in der südlichen Lagune; Tessera, Carbonera, Buel del Lovo oder Batteria San Marco in der mittleren und nördlichen Lagune.
Ab den 1960er Jahren wurden die Anlagen aufgegeben, die Glasmacher von Murano nutzten die Insel vielfach als Müllhalde; die Insel wurde künstlich vergrößert. Der zuständige Magistrato alle acque di Venezia sorgte zudem für Reinigungsmaßnahmen. 2005 konnten lokale Vereine zusammen mit der besagten Verwaltung eine Anlegestelle für die Vaporetti durchsetzen; zudem können kleine Schiffe und Boote nun wieder dort anlegen.